# Chiesa dei Santi Giovanni Battista e Maurizio (Tizzano Val Parma)
La chiesa dei Santi Giovanni Battista e Maurizio è un luogo di culto cattolico dalle forme barocche, situato in strada della Val Parmossa ad Anzolla, frazione di Tizzano Val Parma, in provincia e diocesi di Parma; è sede di una parrocchia compresa nella zona pastorale della Montagna.

## Storia
Il luogo di culto originario fu eretto in epoca medievale; la più antica testimonianza della sua esistenza risale al 1230, quando la Capelle de Imzolo fu menzionata nel Capitulum seu Rotulus Decimarum della diocesi di Parma tra le dipendenze della pieve di Sasso.
Il 30 maggio 1367 fu sancita l'unione tra l'edificio di Anzolla e la vicina cappella di San Maurizio di Antognola, ma ciò nonostante nel Regesto antico diocesano del 1494 i due piccoli templi figurarono ancora separati; è invece dal 1520 che in tutti i documenti i due luoghi di culto apparvero uniti.
La chiesa di Anzolla fu elevata a sede parrocchiale autonoma nel 1564, mentre l'oratorio di Antognola rimase suo sussidiario.
In seguito le condizioni del tempio medievale peggiorarono, come testimoniato dal resoconto della visita pastorale del 1579 da parte del vescovo Giovanni Battista Castelli; tra il XVII e il XVIII secolo l'edificio fu totalmente ristrutturato in forme barocche.
Nel 1829 gli interni furono sottoposti a nuovi interventi, col rifacimento della volta a botte lunettata di copertura dell'aula.

## Descrizione

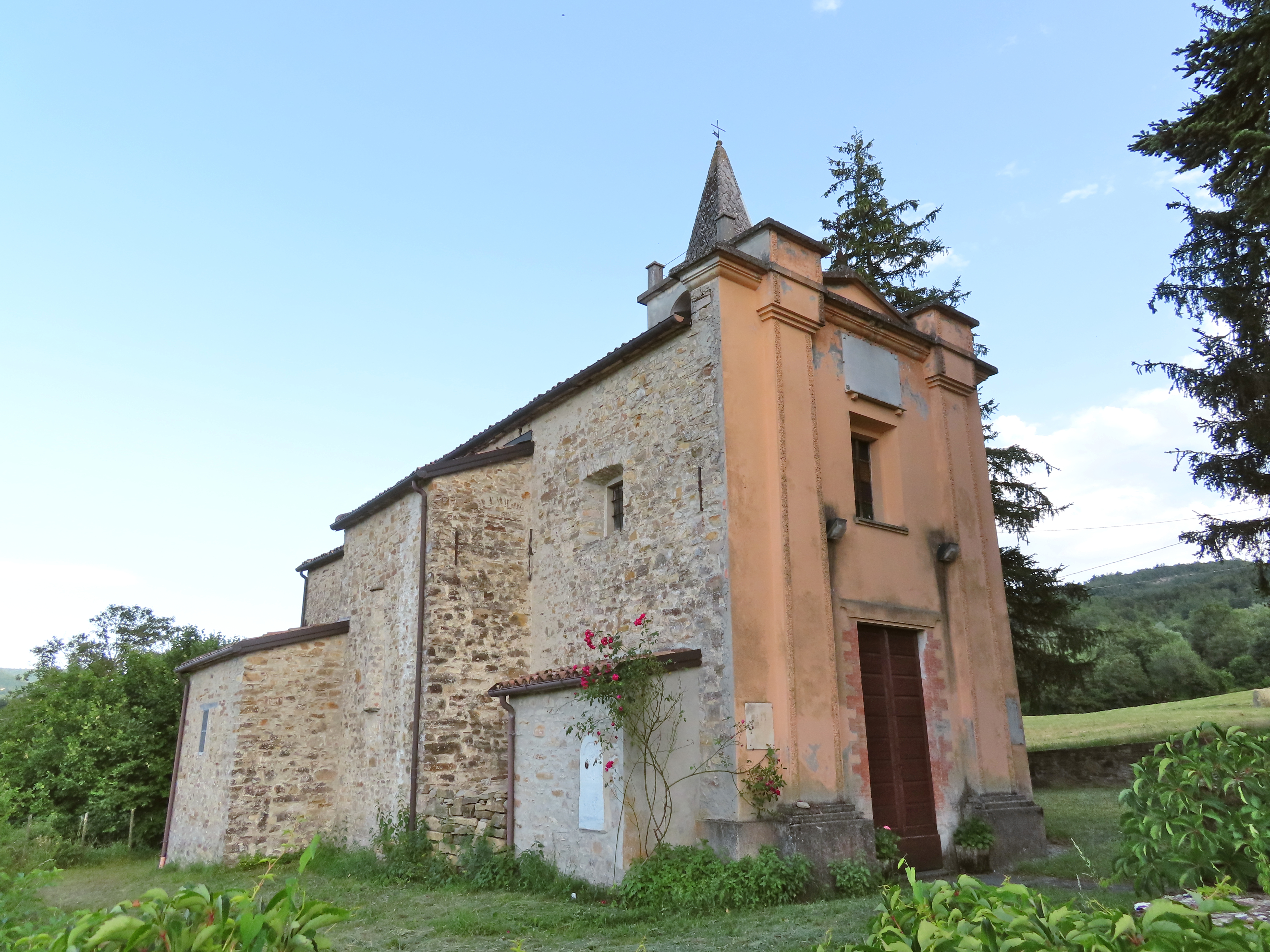
Facciata e lato nord

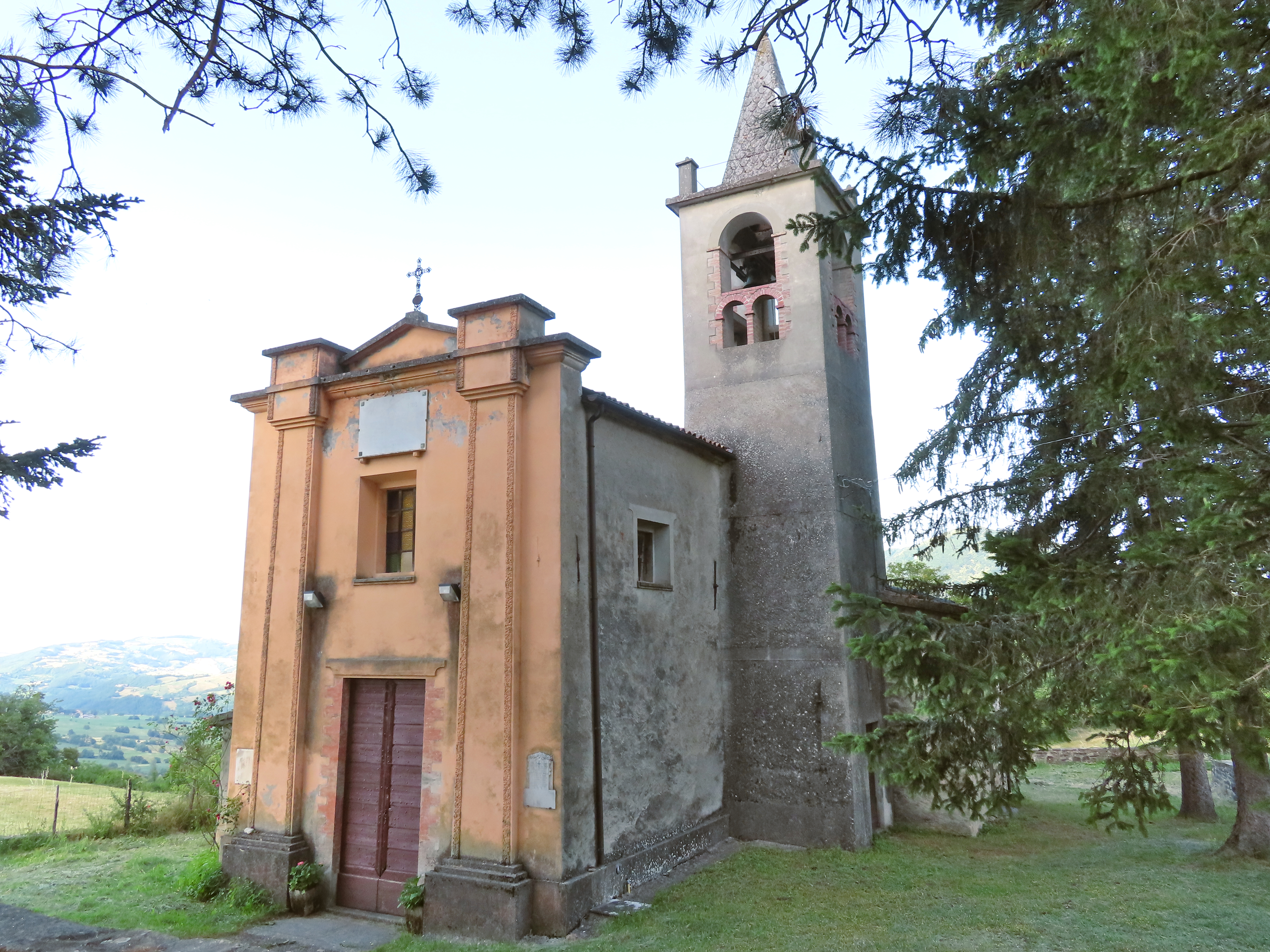
Facciata e lato sud

La chiesa si sviluppa su un impianto a navata unica affiancata da una cappella per lato, con ingresso a ovest e presbiterio a est.
La simmetrica facciata, interamente intonacata, è tripartita da due massicce paraste, elevate su un basamento; nel mezzo è posto l'ampio portale d'ingresso, delimitato da una cornice in mattoni e sormontato da una finestra rettangolare strombata; a coronamento si erge al centro un piccolo frontone triangolare, con una croce metallica in sommità.
Dai fianchi, di cui quello sinistro rivestito in pietra e quello destro intonacato, aggettano i volumi delle cappelle; al termine del lato sud si innalza il campanile, la cui cella campanaria si affaccia sulle quattro fronti attraverso piccole bifore coronate da ampie monofore ad arco a tutto sesto; in sommità, tra quattro modesti pinnacoli si staglia nel mezzo un'alta guglia piramidale.
All'interno la navata, coperta da una volta a botte lunettata, è decorata lateralmente con un cornicione modanato perimetrale in sommità; le cappelle, chiuse superiormente da volte a botte, si affacciano sull'aula attraverso ampie arcate a tutto sesto.
Il presbiterio, lievemente sopraelevato, è preceduto dall'arco trionfale, retto da due paraste; l'ambiente, coperto da una volta a botte lunettata, accoglie nel mezzo l'altare maggiore ligneo a mensa, realizzato tra il 1970 e il 1980 in stile neobizantino; sul fondo, dietro all'antico altare settecentesco proveniente dalla chiesa di San Genesio di Albazzano, è collocata la parte inferiore di una credenza del XVIII secolo.
La chiesa conserva una cassapanca intagliata del 1664 e un'ancona barocca lignea policroma, delimitata da due colonne ioniche a sostegno del frontone spezzato di coronamento e contenente una nicchia circondata da quindici piccole tempere raffiguranti i Misteri del Rosario, anch'esse dipinte nel 1664.